# Grym
Grym est le onzième tome de la série de bande dessinée Les Mondes de Thorgal - La Jeunesse, dont le scénario est écrit par Yann et les dessins et couleurs réalisés par Roman Surzhenko. L'album fait partie d'une série spin-off qui suit les aventures du jeune Thorgal avant la série principale éponyme.

## Synopsis
Thorgal est mort et erre dans l'entremonde. Tandis qu'Aaricia guette la mer en espérant le retour de Thorgal, elle rencontre Grym, un orphelin de Grontharen, recueilli par Tyr, le maître d'armes du village. Thorgal rencontre quant à lui les 3 Harpyvafas, les fileuses de destin, qui lui font passer l'épreuve du Yimi Tidet, mais son souhait ne lui sera accordé qu'en échange d'un sacrifice. Il passe l'épreuve et doit alors suivre un scorpion, l'envoyé de la divinité Ayyur (la déesse berbère de la Lune, qui l'a pris sous sa protection) qui le mènera à la sortie du pays des Ombres. En sortant des brumes, il retrouve Seck mais ce dernier est piqué par le scorpion et Thorgal comprend qu'il s'agissait du sacrifice lui permettant de revenir à la vie.
Aaricia suit Grym chez les grotteux, une communauté de parias vivant dans les grottes des falaises dont Tyr lui a conté l'histoire, et découvre qu'il a une femme et un enfant. Une vieille femme dont elle a pris la défense un peu plus tôt au village voit alors que sa mère était une devineresse et lui révèle qu'elle lui a transmis une partie de ses pouvoirs. A la faveur d'une éclipse, les grotteux attaquent alors le village en 2 vagues successives mais sont repoussés vers leurs grottes et exterminés. Dans la bataille, Grym est grièvement blessé par Dagmar, la femme du chef de la garnison. Se sentant mourir, il demande à Aaricia de sauver son fils, mais voyant que ce dernier est déjà mort, elle s'enfuit en pleurant, et Grym se jette alors à la mer en la maudissant. Isoline, enceinte de Seck, meurt elle aussi. 
Thorgal est enfin de retour et ces épreuves lui ont donné la force d'affronter son pire adversaire et ramener  la couronne de Gandalf afin d'obtenir la main d'Aaricia. Ils prennent alors la mer ensemble. Enfin, on voit le corps de Grym au bas de la falaise et sa chevelure teinte en rouge, lavée par la mer, reprendre sa couleur verte...

## Publications
- Le Lombard, juin 2023  (ISBN 978-2-8082-1083-6)